# Витаминка (Бања Лука)
Витаминка је бањалучка прехрамбена компанија. Једна је од предузећа која чине БИРС, индекс Бањалучке берзе.

## Историја
Витаминка је основана 1947. године. Од 4. марта 2010. швајцарска група Kreis-Industriehandel AG посједује 73,63% предузећа.

## Активности
Витаминка производи пастеризоване и стерилизоване производе од поврћа, мармеладе, џемове, пекмез, компоте, сокове, нектаре и напитке од воћа. Међу водећим производима ове фирме су кисели краставци, цвекла и ајвар. Компанија продаје неке од својих сокова под брендом WON.